# فيونا كينيدي
فيونا كينيدي (بالإنجليزية: Fiona Kennedy)‏ هي مغنية وممثلة بريطانية، ولدت في القرن العشرين في أبردين في المملكة المتحدة.

## وصلات خارجية
- فيونا كينيدي على موقع IMDb (الإنجليزية)
- فيونا كينيدي على موقع ميوزك برينز (الإنجليزية)
- فيونا كينيدي على موقع ديسكوغز (الإنجليزية)